# Estádio Nacional 12 de Julho
Estádio Nacional 12 de Julho – wielofunkcyjny stadion w São Tomé na Wyspach Świętego Tomasza i Książęcej. Jest obecnie używany głównie dla meczów piłki nożnej. Swoje mecze rozgrywają na nim reprezentacja Wysp Świętego Tomasza i Książęcej w piłce nożnej oraz drużyny piłkarskie Agro Sport, Militar 6 Setembro, Sporting Praia Cruz, Vitória. Stadion może pomieścić 6 500 osób. 
Obok stadionu znajduje się mały stadion piłkarski na 3 000 miejsc zbudowany w 2003 roku.